# Михайличенко, Митрофан Иванович
Митрофан Иванович Михайличенко (1871, с. Урицово Екатеринославской губернии — после 1917) — рудничный слесарь, депутат Государственной думы I созыва от Екатеринославской губернии

## Биография
Украинец. Крестьянин села Урицово Валуйского уезда Екатеринославской губернии. Окончил земскую школу. В юности служил в экономиях батраком и конторщиком. Затем стал шахтером, а позднее десятником на Щербиновском руднике. Перешёл на работу слесарем на Вознесенском руднике в Старо-Михайловской волости Бахмутского уезда. В 1905 стал широко известен как агитатор в Юзовском округе. Председатель на рабочих собраниях и ведущий на митингах. Был избит Черной сотней. Член РСДРП.

### В Первой Государственной Думе

Член с.-д. фракции Думы, 1906

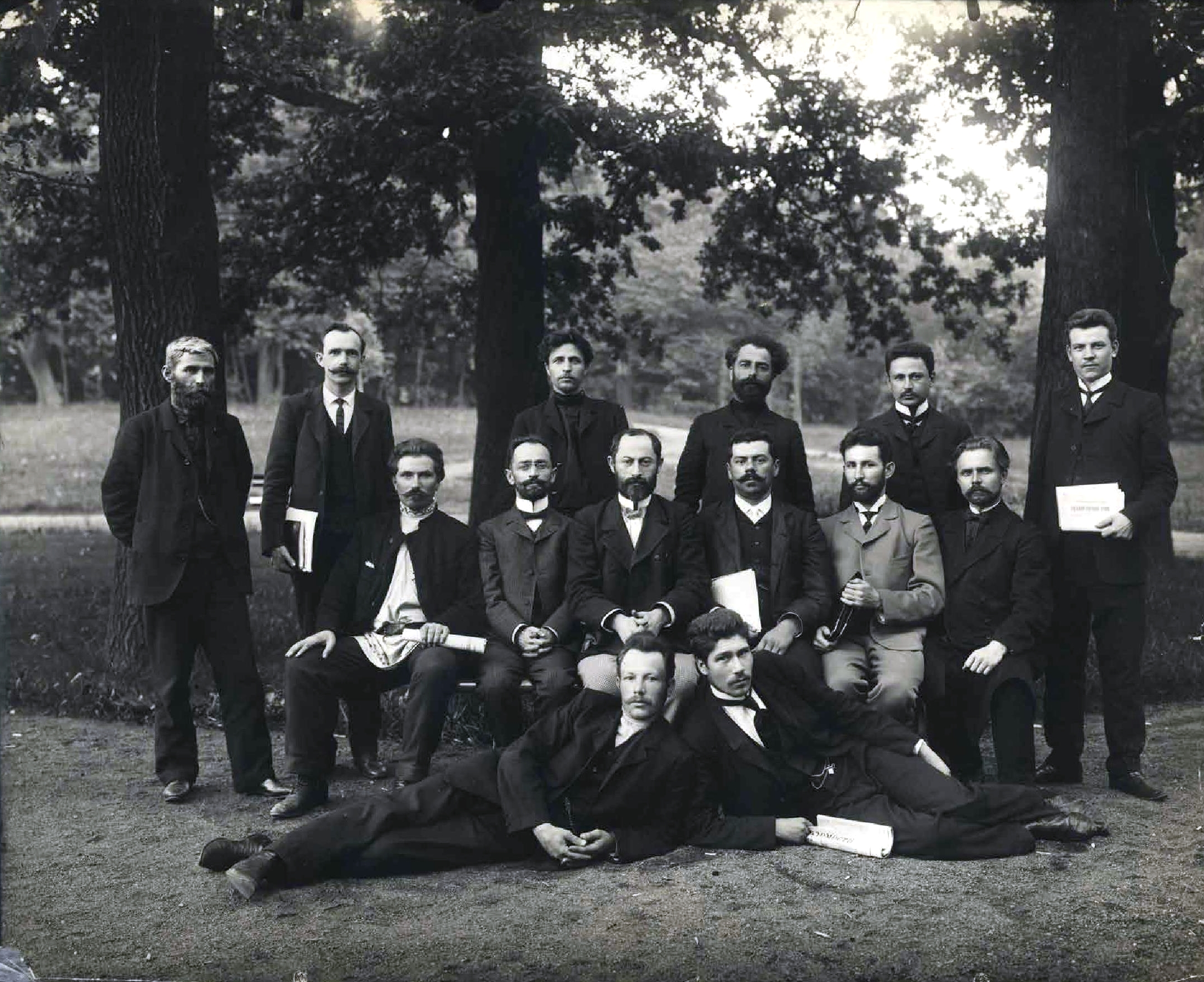
Социал-демократическая фракция I Государственной думы. Стоят: И. И. Рамишвили, И. Ф. Савельев, З. И. Выровой, С. Н. Церетели, И. Г. Гомартели, А. И. Смирнов; сидят: М. И. Михайличенко, С. Д. Джапаридзе, Н. Н. Жордания, В. А. Ильин, П. А. Ершов, И. Е. Шувалов; лежат: В. Н. Чурюков, И. И. Антонов

14 апреля 1906 избран в Государственную думу I созыва от общего состава выборщиков Екатеринославского губернского избирательного собрания. Михайличенко был популярен на Екатеринославщине среди рабочих, но чтобы заручиться поддержкой крестьян, он постоянно подчеркивал своё крестьянское происхождение. Сначала вошёл в Трудовую группу, затем с приездом грузинских социал-демократов (5 депутатов) член вновь организованной Социал-демократической фракции. Видел предназначение Думы в том, чтобы «это собрание установило правильные законы, умиротворило страну, урегулировало её жизнь». Подписал законопроект «33-х» по аграрному вопросу. Михайличенко дважды выступал по поводу ответного адреса, в частности он сказал: 

Рабочий класс решил себе раз и навсегда, что терять ему кроме цепей нечего. <…> По моему мнению правда должна быть с правой стороны, но почему-то загнали правды налево, а неправда стала направо (аплодисменты). <…> Единственное оружие в руках рабочих — это только стачка, только ею он может бороться, и это оружие хотят отвергнуть, говорят, что стачка есть разорение для страны. Правда, она разорительна, но для кого? Рабочему нечего терять, кроме цепей, а у кого мошна толстая, она стачек истощается. Необходимо упомянуть о рабочем вопросе, а как его разобрать — нашу социал-демократическую программу весь народ, вся Россия знает.
 Он также выступил по вопросу о политической амнистии, по поводу декларации Совета министров, об отмене смертной казни, о Крестьянском союзе.
Общественность Михайличенко рассматривают, как руководителя группы рабочих в Думе, именно ему митинги направляют телеграммы поддержки. Журналисты называют его «извѣстный всей Россіи соціалъ-демократъ», «вождь этой [рабочей] группы». В мае 1906 г. с ним специально встретился В. И. Ульянов (Ленин), чтобы выяснить настроения и позиции думских депутатов-рабочих.
Во время работы 1-й Думы выступал в доме графини Паниной на обсуждении доклада депутата Огородникова. В прениях по этому докладу вместе с ним участвовал под именем Карпова лидер большевиков Ленин.

### Выборгское воззвание
10 июля 1906 года в г. Выборге подписал «Выборгское воззвание» и обвинялся в подписании воззвания по ст. 129, ч. 1, п. п. 51 и 3 Уголовного Уложения. Кроме того зимой 1907 года был обвинён в устном разъяснении рабочим Петровских заводов в Бахмутском уезде Выборгского воззвания и в подстрекательстве их к неповиновению законам.
Скрывался от полиции. В середине августа 1912 года был арестован на Бакинских нефтяных промыслах. Кроме подписания Выборгского воззвания и агитации за него ему ставилось в вину также подписание воззвание четырнадцати членов 1-й Государственной Думы социал-демократов ко всем рабочим России, напечатанное в «Курьере». Был подвергнут предварительному заключению. 11 ноября 1913 года дело Михайличенко было рассмотрено в Бахмуте на выездной сессии харьковской судебной палаты. Он обвинялся по 128 и 129 статьям Уголовного уложения. Судебная палата оправдала его по обвинению по 128 статье, но признала виновным по 129 ст. (распространение выборгского и других воззваний) и приговорила к 8 месяцам крепости. Защитником бывшего депутата был харьковский адвокат А. А. Поддубный. По сообщению той же газеты Утро 19 января 1913 состоялся повторный суд над Михаличенко, и он был приговорён судебной палатой к заключению в крепость на три года. Однако 12 мая 1913 года Михайличенко был освобождён, и в Бахмуте состоялись его торжественные проводы при участии молодежи, рабочих и демократически настроенной интеллигенции. Бывшему депутату преподнесли букет живых цветов. Михайличенко в ответном слове сообщил, что в Бахмутской тюрьме находится около 50 рабочих Петровских заводов, арестованных во время забастовки.
В августе 1917 года участвовал в Государственном совещании в Москве, не поддерживал политику большевиков.
Дальнейшая судьба неизвестна.

## В воспоминаниях современников
В декабре 1906 года правая газета «Киевлянин» писала, что в Верхнеднепровском уезде: 
Дѣйствовалъ, а можетъ быть и теперь дѣйствуетъ одинъ изъ прославленныхъ разбойников — бывшій членъ Государственной Думы, Михайличенко!
Иначе вспоминал Михайличенко перводумец, кадет князь В. А. Оболенский:
Часто выступал также от с.-д. фракции Михайле[че]нко, рабочий из Екатеринослава. Огненно-рыжий мужчина с громовым голосом, он любил пугать Думу страшными революционными словами, которыми на митингах привык срывать аплодисменты. Охотно козырял также заковыристыми иностранными словами. Как-то он призывал нас стать на путь революции, доказывая, что Дума бессильна, «если перед ней в виде «прерогативы» поставили Государственный Совет». Прерогатива ему, очевидно по созвучию, представлялась чем-то вроде рогатки.

В 1917 году, на Московском государственном совещании, меня снова судьба свела с Михайле[че]нко. От времени огненные волосы его поседели, а революционный пыл остыл. Освободившись от трафаретной революционной фразеологии, он производил впечатление очень неглупого и чрезвычайно симпатичного человека. Был — так же, как и все перводумцы — решительным противником большевиков.